# Centre belge d'études bourguignonnes (1400-1600)
Le Centre belge d’études bourguignonnes (1400-1600) est un centre de recherche créé par les universités Saint-Louis - Bruxelles et de Louvain en 1984. Il a pour but de stimuler le développement et la diffusion des connaissances sur la société, la culture et la civilisation dans l’Europe du nord-ouest à l’époque des quatre ducs Valois de Bourgogne (1384-1477) et de leurs successeurs immédiats de la maison de Habsbourg. Cette période est celle de la fin du Moyen Age et de la Renaissance.

## Objet d’étude
Entre la fin du XIVe siècle et le XVIe siècle, une structure étatique se développe progressivement dans la vaste région dénommée anciens Pays-Bas (en néerlandais « de Nederlanden », en anglais « the Low Countries »), correspondant en termes actuels au nord de la France, à la Belgique, aux Pays-Bas (en néerlandais « Nederland », en anglais « the Netherlands ») et au Grand-Duché de Luxembourg. Ce rassemblement territorial se fait sous l’égide des ducs de Bourgogne de la maison de Valois, qui regroupent progressivement en une union personnelle les différentes principautés de ces régions. Le cœur de leurs possessions est constitué par deux principautés fortement urbanisées et d’un haut degré de développement culturel et économique, le comté de Flandre et le duché de Brabant. Ces régions, dites Pays-Bas bourguignons par les historiens, rayonnent à l’échelle européenne sur le plan économique et sur le plan culturel, tant sur le terrain de la littérature que sur celui des arts plastiques (les Primitifs flamands, la miniature dite bourguignonne) ou de la musique (la Polyphonie flamande). Elles sont également liées aux possessions méridionales des ducs : duché de Bourgogne, comté de Bourgogne (actuelle Franche-Comté), seigneurie de Salins et seigneuries connexes. Les quatre ducs successifs sont Philippe le Hardi, Jean sans Peur, Philippe le Bon et Charles le Téméraire (dit aussi Charles le Hardi). La défaite et la mort du Téméraire à Nancy en 1477 marque une modification de cet ensemble (le roi de France Louis XI s’empare définitivement du duché de Bourgogne et le rattache au domaine royal) mais n’empêche pas une continuité structurelle. La fille du Téméraire, Marie de Bourgogne, épouse Maximilien d’Autriche. La maison de Habsbourg assure la continuité d’un « Etat bourguignon » dans les anciens Pays-Bas et en Franche-Comté, sous les règnes de Philippe le Beau, Charles Quint et Philippe II. Le règne de ce dernier verra les possessions du nord se déchirer en une longue guerre civile et de religion (Révolte des Pays-Bas ou « Opstand » en néerlandais). Au terme de celle-ci, l’ensemble hérité des Bourguignons se trouve divisé entre d’une part les Pays-Bas espagnols (grosso modo l’espace belgo-luxembourgeois et le nord de la France actuels) et la Franche-Comté (espagnole jusqu’à son invasion et à son annexion par Henri IV), et d’autre part les Provinces-Unies (actuels Pays-Bas). Le Centre belge d’études bourguignonnes (1400-1600) a pour objet l’étude de la société et de la civilisation dans cet ensemble historique : son champ d’étude est axé sur les anciens Pays-Bas, tout en intégrant les possessions méridionales (Bourgogne et Franche-Comté). L’influence et les relations de ces régions dans un cadre plus large (royaume de France et Saint-Empire, notamment) sont également prises en compte.

## Origines (1954), création (1984) et structure
Le Centre belge d’études bourguignonnes (1400-1600) trouve son origine lointaine dans la Chaire d’études bourguignonnes fondée à l’Université catholique de Louvain en 1954 grâce au mécénat du baron Marcel van Zeeland (frère de l’ancien premier ministre Paul van Zeeland) et au soutien de Luc Hommel (secrétaire perpétuel de l’Académie royale de langue et littérature françaises de Belgique), alors que cette université se trouvait encore dans l’ancienne ville de Louvain (Leuven). Cette chaire avait déjà pour objectif la diffusion des connaissances relatives à la civilisation à l’époque des ducs de Bourgogne. Son principe reposait sur l’invitation de spécialistes extérieurs, chargés de délivrer des leçons publiques.
Après le transfert de l’université à Louvain-la-Neuve, les activités de la chaire sont toutefois tombées en désuétude. Le Centre belge d’études bourguignonnes (1400-1600) a été créé en 1984 pour remédier à cette situation. Il s’agit d’une structure désormais commune aux deux Facultés de philosophie et lettres des Facultés universitaires Saint-Louis à Bruxelles (dénommées Université Saint-Louis — Bruxelles à partir de 2013) et de l’Université catholique de Louvain à Louvain-la-Neuve. Elle est gérée par un Bureau composé paritairement de professeurs des deux facultés, nommés par leurs recteurs respectifs. Ce Bureau est le seul organe du Centre, qui ne compte pas de membres au sens habituel du terme. De 1984 à 2012, le secrétariat du Bureau a été assuré par le professeur Jean-Marie Cauchies, professeur à l’Université Saint-Louis et professeur extraordinaire à l’Université catholique de Louvain, membre de l’Académie royale de Belgique.

## Objectifs et fonctionnement
Le Centre belge d’études bourguignonnes (1400-1600) a pour but de développer la connaissance de son objet d’étude (voir plus haut) en diffusant les connaissances, en permettant aux spécialistes de se rencontrer et en stimulant par là le travail de recherche. À partir de 1984,  la poursuite de ses objectifs est assurée par l’organisation de leçons publiques, ouvertes aux étudiants, aux chercheurs et au public intéressé. Ces leçons prennent la forme, selon une alternance annuelle, soit d’une grande conférence, confiée à un spécialiste étranger et tenue à Bruxelles à l'UCLouvain Saint-Louis, soit d’un cycle de leçons confiées à un spécialiste belge d’abord, puis également étranger, et tenu à Louvain-la-Neuve à l’UCLouvain. La formule a d’abord rencontré le succès auprès d’un public nombreux. Par la suite, après le tournant de l’an 2000, on constate un essoufflement de la formule. Il est vrai d’une part que les sollicitations se sont multipliées pour le grand public et que les nouvelles générations n’ont plus nécessairement le même rythme de vie ni les mêmes préoccupations. D’autre part, le rythme universitaire s’est également densifié, avec l’émergence d’écoles doctorales en sciences humaines et en facultés de philosophie et lettres, notamment. Un changement de formule s’avère donc nécessaire. À partir de l’année académique 2013-2014, le Bureau du Centre opte pour le remplacement des classiques leçons publiques par une formule de séminaire, plus adaptée à l’évolution du monde universitaire, qui permet d’intégrer les activités aux formations doctorales tout en les ouvrant aux étudiants, aux collègues extérieurs et au public intéressé. Les activités du Centre sont ainsi intégrées dans le module de formation « Cultures et sociétés du bas Moyen Âge et de la Renaissance (ca. 1300-ca. 1600) » de l’Ecole doctorale FNRS ED4 Histoire, art et archéologie et dans le module « Langues, littératures et cultures du Moyen Âge à la Renaissance » de l’Ecole doctorale FNRS ED3 Langues et lettres.

## Une approche interdisciplinaire et inter-période
Une des originalités du Centre belge d’études bourguignonnes (1400-1600) depuis sa création en 1984 est de chercher à dépasser les cloisonnements traditionnels du monde universitaire. Compte tenu de son objet même, il est impératif de faire se rencontrer médiévistes et modernistes, quel que soit le moment (par exemple 1453, 1477, 1492, 1500 ou 1517) où l’on place la césure arbitraire entre Moyen Age et Temps modernes. De même, les spécialistes de diverses disciplines sont visés : des historiens du droit (issus des Facultés de droit), des historiens de la société ou historiens « tout court » (issus des Facultés de lettres), des historiens de l’art, des spécialistes de la littérature et de la philologie. Cette volonté d’ouverture et d’incessant dialogue se concrétise dans la composition du Bureau, dans le choix des orateurs à qui la tribune est confiée et dans la composition du public assistant aux leçons publiques ou aux séminaires.

## Liste des personnalités scientifiques ayant occupé la tribune du Centre
- Mme Nicole Bériou (Université Lyon-2) en 2002,
- M. Franz Bierlaire (Université de Liège)
- M. Wim Blockmans (Université de Leyde)
- M. Neithard Bulst (Université de Bielefeld)
- M. Philippe Contamine, de l'Institut
- Mme Laurence Delobette (maître de conférences à l’Université de Franche-Comté, Besançon) en 2014,
- M. Paul Delsalle (maître de conférences à l’Université de Franche-Comté, 2013),
- M. Olivier Delsaux (UCLouvain) en 2015,
- Mme Catherine Emerson (lecturer à la National University of Ireland (NUI), Galway, 2013),
- M. Gérard Guyon (Bordeaux-4)
- M. Pierre Jodogne (Université de Liège)
- Mme Marie-Thérèse Isaac (Université de Mons)
- Mme Sophie Jugie (alors directrice du Musée des Beaux-Arts de Dijon, depuis directrice du département des sculptures au Musée du Louvre, 2014),
- Mme Olga Karaskova (chargée de recherche à la Bibliothèque nationale de France) pour un double séminaire en 2014 et 2015,
- M. Jean Kerhervé (Université de Brest)
- Mme Nelly Labère (maître de conférences à l’Université de Bordeaux 3, littérature française du Moyen Âge) en 2014,
- M. Jean-Marie Mœglin (EPHE et Université Paris-4, 2006),
- M. Klaus Oschema (Université de Heidelberg) en 2015,
- M. Michel Pastoureau (EPHE/EHESS)
- M. Jacques Paviot (Paris)
- Mme Eva Pibiri (Université de Lausanne), en 2006,
- M. Walter Prevenier, (professeur émérite de l’Université de Gand, membre de la Koninklijke Academie voor Wetenschappen, Letteren en Schone Kunsten van België, 2013),
- M. Bertrand Schnerb (alors maître de conférences à Paris-Sorbonne, depuis professeur des universités à Lille-3)
- M. P. Skubiszewski (Université de Varsovie)
- M. Graeme Small (Université de Glasgow)
- M. Maurits Smeyers (KU Leuven)
- Mme Monique Sommé (Université d’Artois)
- Mme Yvette Vanden Bemden (Université de Namur)
- Mme Christiane Vanden Bergen-Pantens (Bibliothèque royale Albert Ier, Bruxelles)
- Mme Tania Van Hemelryck (UCLouvain) en 2015
- M. Raymond Van Uytven (Université d'Anvers)